# Saint-Martin-en-Vercors
Saint-Martin-en-Vercors is een gemeente in het Franse departement Drôme (regio Auvergne-Rhône-Alpes) en telt 295 inwoners (1999). De plaats maakt deel uit van het arrondissement Die.

## Geografie
De oppervlakte van Saint-Martin-en-Vercors bedraagt 27,5 km², de bevolkingsdichtheid is 10,7 inwoners per km².

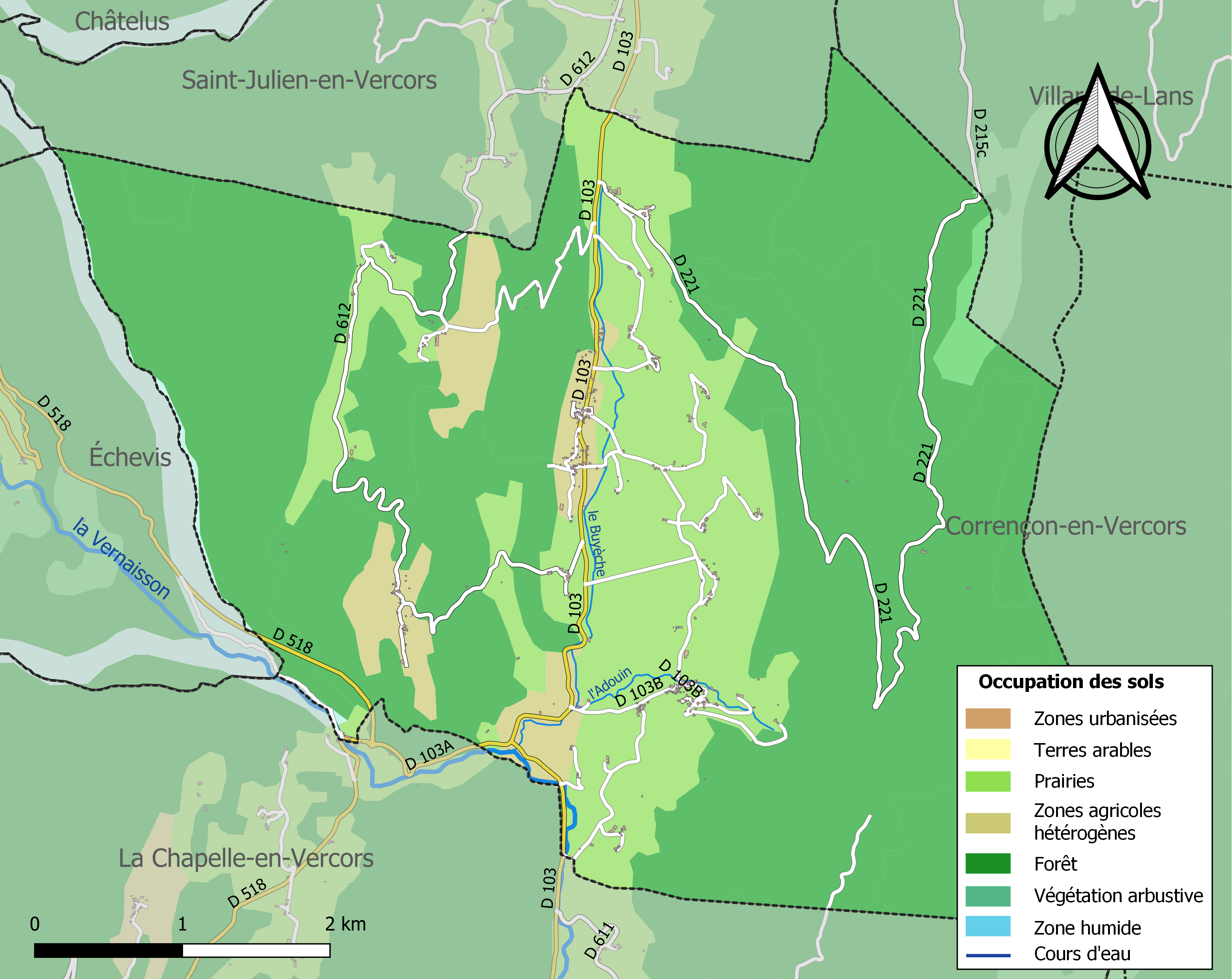
Kaart van de gemeente met belangrijkste infrastructuur, bodemgebruik en omliggende gemeenten

## Demografie
Onderstaande figuur toont het verloop van het inwonertal (bron: INSEE-tellingen).